# 南 (目黑區)
南（日语：／ Minami */?）是東京都目黑區的地名，設一丁目至三丁目。2013年7月1日為止的人口有7,026人。郵遞區號152-0013。

## 地理
位於目黑區南部。北鄰目黑區碑文谷，東接目黑區原町、洗足，南連大田區北千束，西通目黑區大岡山、平町。
東京都道318號環狀七號線（環七通）貫穿町內，為一、二丁目與三丁目的分界。環七通沿線可見大樓、公寓，其他地區為住宅區。

## 歷次
江戶時代屬碑文谷村字子之神（ねのかみ）與字子之神前。1932年（昭和7年）目黑區成立，分成高木町、富士見台、宮丘。1966年（昭和41年）實施住居表示，成立南一～三丁目。

### 地名由來
位於目黑區南部而得名。舊地名的子之神是指高木神社的祭神大國主命。

## 交通

### 鐵路
町內沒有鐵路車站。南方有東急目黑線、東急大井町線大岡山站（環七以南）與洗足站（環七以北），西北方有東急東橫線都立大學站。

### 道路
- 東京都道318號環狀七號線（環七通）

## 設施
- 碑文谷醫院
- 藤城清治工作室
- 目黑區立南保育園
- CO-OP TOKYO目黑南中心
- 高木神社

## 備註
1. ↑  .   [2013-08-06]. （原始内容存档于2020-05-03）.